# Kostinbrod
Kostinbrod (in bulgaro Костинброд?) è un comune bulgaro situato nella Regione di Sofia di 17 125 abitanti (dati 2014). La sede comunale è nella località omonima.

## Località
Il comune è formato dall'insieme delle seguenti località:
- Bezden
- Bogjovci
- Bučin Prohod
- Caričina
- Čibaovči
- Dragovištica
- Drămša
- Drenovo
- Gradec
- Goljanovci
- Kostinbrod (sede comunale)
- Opicvet
- Petărč
- Ponor